# Новоуспенка (Краснопартизанский район)
Новоуспенка — обезлюдевший посёлок в Краснопартизанском районе Саратовской области, в составе сельского поселения Рукопольское муниципальное образование.

## История
Посёлок Ново-Успенского товариществ впервые упоминается в Списке населённых мест Самарской губернии 1910 года. Согласно Списку в Ново-Успенском товариществе проживали малороссы, православного вероисповедания, 103 мужчины и 105 женщин, в посёлке имелись церковь, приходская школа и ветряная мельница. Переселенцам был отведён земельный надел в 2343 десятины удобной и 60 десятин неудобной земли. Земля находилась в собственности поселян.
C 1935 по 1960 год посёлок относился к Клинцовскому району Саратовской области. В составе Краснопартизанского района — с 1960 года.

## Физико-географическая характеристика
Посёлок находится в Заволжье, на правом берегу реки Малая Чалыкла, на высоте около 70 метров над уровнем моря. Почвы — тёмно-каштановые; в долине Малой Чалыклы — также солонцы луговатые (полугидроморфные) и лугово-каштановые почвы.
Посёлок расположен примерно в 35 км по прямой в юго-восточном направлении от районного центра рабочего посёлка Горный. По автомобильным дорогам расстояние до районного центра составляет 63 км, до областного центра города Саратов — 250 км.
Часовой пояс
Новоуспенка, как и вся Саратовская область, находится в часовой зоне МСК+1. Смещение применяемого времени относительно UTC составляет +4:00.

## Население
Динамика численности населения по годам:
| Годы      | 1910 | 2002 |
| --------- | ---- | ---- |
| Население | 208  | 51   |

| 2002 | 2010 |
| ---- | ---- |
| 51   | ↘0   |

Национальный состав
Согласно результатам переписи 2002 года казахи составляли 59 %, русские — 31 %.